# Dresser Industries
La Dresser Inc. è stata un'azienda statunitense leader nel settore delle valvole di controllo.

## Storia dell'azienda
Fu fondata intorno al 1880 da Solomon Robert Dresser a Bradford, nella Pennsylvania.
Dopo la morte del suo fondatore fu venduta dai suoi discendenti, e nel 1928 fu convertita in una public company.
H. Neil Mallon fu scelto come presidente ed amministratore delegato, mantenendo la posizione fino al suo ritiro nel 1962.
Il futuro presidente degli Stati Uniti d'America George H. W. Bush rivestì vari incarichi all'interno della compagnia dopo la seconda guerra mondiale, dal 1948 al  1951, prima di fondare la Zapata Corporation.
Nel 1950 la sede dell'azienda fu spostata a Dallas
Nel 1985  acquisisce la Masoneilan dalla Dresser Inc.
Negli anni successivi ha assunto le seguenti denominazioni:
- 1985 - Dresser
- 1990 - DVCD

Nel 1988 viene acquisita la M.W. Kellogg.
Nel 1994 vengono acquisite la Wheatley TXT e la Baroid Corporation.
Nel 1998 la Dresser è stata acquisita dalla Halliburton Co. (gruppo degli Stati Uniti d'America, con sede a Houston, nel Texas).
Il 10 aprile 2001 la divisione della Dresser (ad eccezione della Kellogg) ha firmato un accordo con il quale si è separata dalla Halliburton. Il nome della nuova compagnia è Dresser Inc.